# 燃燒歲月
《燃燒歲月》（英語：A Time of Taste，原名：常滿樓）是香港電視廣播有限公司製作的跨時代史詩劇，橫跨清代、民國、文革及現代。本劇劇情感人細膩，演員演出亦十分出色，首播時已受到視評人和不少觀眾的好評，惟劇種始終較為另類，導致收視未如理想。劇集播出期間，收視亦遭亞洲電視當時同以文化大革命為題材的電視劇《還看今朝》比下去。
故事由清帝退位說起，劇中人經歷民國成立、日本侵華，到中华人民共和国成立后的公私合营，以至大躍進、文化大革命、上山下鄉等時代，刻劃出中國内地老百姓在大時代巨變下，種種悲歡離合的故事。
多年後，不少劇中演員如劉青雲和鄭伊健曾公開表示此劇是他們演出過最喜歡的電視劇。

## 故事內容
1917年，民國六年，清朝最後一位皇帝溥儀已退位五年，溥儀只能根據《清室優待條件》屈居紫禁城內，大部份宮女和太監被遣散，其中包括貴人玉生煙 ( 龔慈恩飾 ) 。生煙兄長玉家老爺 ( 朱瑞棠飾 ) 視美食為最，賞識前清太監御廚蒲公公 ( 林尚武飾 ) ，蒲公公亦因喜歡生煙而在玉門當大廚。
窮困小子常滿 ( 陳國邦飾 ) ，家鄉遇上饑荒，家散人亡，迫不得已離鄉來到北京，得蒲公公收為徒，在玉門當廚子，並愛上玉家童養媳童素素 ( 劉玉翠飾 ) 。但素素反愛上留學歸國的知識份子新青年玉家大少玉鴻鵠 ( 邵仲衡飾 ) ，鴻鵠厭惡種種中國封建傳統。後因張勳復辟擁清帝復位，鴻鵠行刺張勳失敗被殺，之後玉家大火，從此衰落，玉門上下各散東西。
1937年，已移居上海多年的常滿 ( 劉青雲飾 ) ，憑一手好廚藝在上海街頭擺設飲食攤檔，得假扮中國商人的日本軍官林一山 ( 駱應鈞飾 ) 賞識，支持常滿在上海租界開設食店常滿樓。在常滿刻苦經營下，常滿樓漸有聲有色。此時常滿重遇素素 ( 羅慧娟飾 ) ，及留法歸國當記者的玉家二少玉鴻漸 ( 邵仲衡飾 ) ，並結識流落異鄉的朝鮮姑娘金英順 ( 邵美琪飾 ) 。七七事變爆發，鴻漸揭破一山為日本軍官的身份，常滿樓被迫結業。後來鴻漸獲知日本攻打上海的計劃，被一山威嚇下而沒有報導。1937年8月13日，日本開始攻打上海，常滿與素素在逃難時再度分離。
1957年，中華人民共和國成立後，常滿樓雖在上海再度開業，但不久公私合营，水準大為下降。此時常滿已和英順結婚，並收養了孤兒米家豐 ( 鄭伊健飾 ) 。常滿重遇素素及鴻漸，原來戰時素素淪為妓女，新中國成立後要接受思想教育，而鴻漸亦當了共產黨幹部。素素與鴻漸在戰時誕下一女，因戰亂三人失散，後來才知醫生喬柏年的養女，家豐的女友喬心 ( 陳慧儀飾 ) 是素素的親生女兒。喬心一度因親母曾當妓女而不能接受。鴻漸被調往山西，素素決定相隨，再與常滿分離。
1966年，常滿已退休，由家豐擔任常滿樓大廚，而家豐已和喬心結婚。此時文化大革命爆發，常滿一家被指為資本家而遭批判，後來批鬥遊行時常滿重遇素素，才知她與鴻漸都被牽連成為批鬥對象，眾人後來下鄉勞改接受貧下中農再教育，英順與鴻漸相繼病逝。家豐與喬心對國家失望，決定偷渡香港，但二人在邊境失散，家豐偷渡失敗，而懷有身孕的喬心卻成功到港。
1990年，喬心已成為香港芭蕾舞團的女主角，她的兒子亦已長大成人，喬心母子一次在酒家用膳時重遇被邀來香港表演廚藝的家豐，一家重逢。喬心告知家豐常滿及素素早已逝世。
1997年，香港回归，面對這一大時代，家豐終于移居香港與妻兒團聚，常滿樓亦在港開業。

## 演員表
- 劉青雲 飾 常滿
- 羅慧娟 飾 童素素
- 邵仲衡 飾 玉鴻漸/玉鴻鵠
- 邵美琪 飾 金英順
- 陳國邦 飾 常滿（少年）
- 劉玉翠 飾 童素素（少年）
- 林尚武 飾 蒲公公
- 龔慈恩 飾 玉生煙
- 鄭伊健 飾 米家豐
- 陳慧儀 飾 喬心
- 朱瑞棠 飾 玉老爺
- 溫雙燕 飾 玉太太
- 歐陽莎菲 飾 玉老太
- 劉桂芳 飾 二妾
- 劉雪蝶 飾 三妾
- 衛駿英 飾 四妾
- 趙曉東 飾 玉鴻漸(童年)
- 周國麟 飾 利厚福
- 張璧琪 飾 靈芝
- 鄭維嘉 飾 人參
- 范玉玲 飾 煙婢
- 李美蘭 飾 煙婢
- 鄧煜榮 飾 大廚
- 石　 飾 二廚
- 陸應康 飾 三廚
- 黃天鐸 飾 烏老爺
- 田　青 飾 海老爺
- 曾近榮 飾 聶老爺
- 孫季卿 飾 滿父
- 梁俊傑 飾 滿弟
- 王凱婷 飾 滿妹
- 陳潔儀 飾 滿姊
- 黃一飛 飾 公公
- 江　寧 飾 公公
- 凌　漢 飾 公公
- 蕭山仁 飾 公公
- 方　傑 飾 公公
- 西川千秋 飾 貴人
- 俞　明 飾 數來寶
- 李文彪 飾 陸浩然
- 梁健平 飾 同學
- 林健輝 飾 同學
- 田永加 飾 同學
- 潘文柏 飾 同學
- 陳中堅 飾 掌櫃
- 黃文標 飾 廚師
- 曾偉明 飾 米力壯
- 楊子韜 飾 高得樹
- 黃仲匡 飾 朱南
- 鄧汝超 飾 杜寶生
- 吳博君 飾 李亞炳
- 曾健明 飾 朱老闆
- 曹　濟 飾 王老闆
- 彭俊輝 飾 朝團長
- 何昭傑 飾 李亞甘
- 李耀敬 飾 李尚勇
- 馬健聰 飾 西城一郎
- 許實賢 飾 赤口大郎
- 容嘉勵 飾 周美莉
- 駱應鈞 飾 林一山
- 黎耀祥 飾 梁有才
- 廖麗麗 飾 隊長
- 方曉虹 飾 邢玉娟
- 麥皓為 飾 喬柏年
- 孟麗萍 飾 寗玉華
- 何璧堅 飾 秦皓

## 惡搞
本劇推出後，適逢TVB準備推出人在邊緣及第二輯笑星救地球，本劇演員劉青雲、羅慧娟與主持廖偉雄、胡大為及當時剛走紅的黎明、林文龍、黎美嫻一同演出，合演經典劇目「乜太與李：乜太三代恩仇錄」；將劇情惡搞為講述乜太及其外婆與母親的遭遇，最後竟找出乜太的名字來源，令人捧腹。

## 重播
本劇于2009年11月29日在TVB星河頻道“周日中午劇場”時段重播，2015年6月在TVB經典台重播。

## 外部連結
- 《燃燒歲月》 GOTV 第1集重溫